# Deogiri

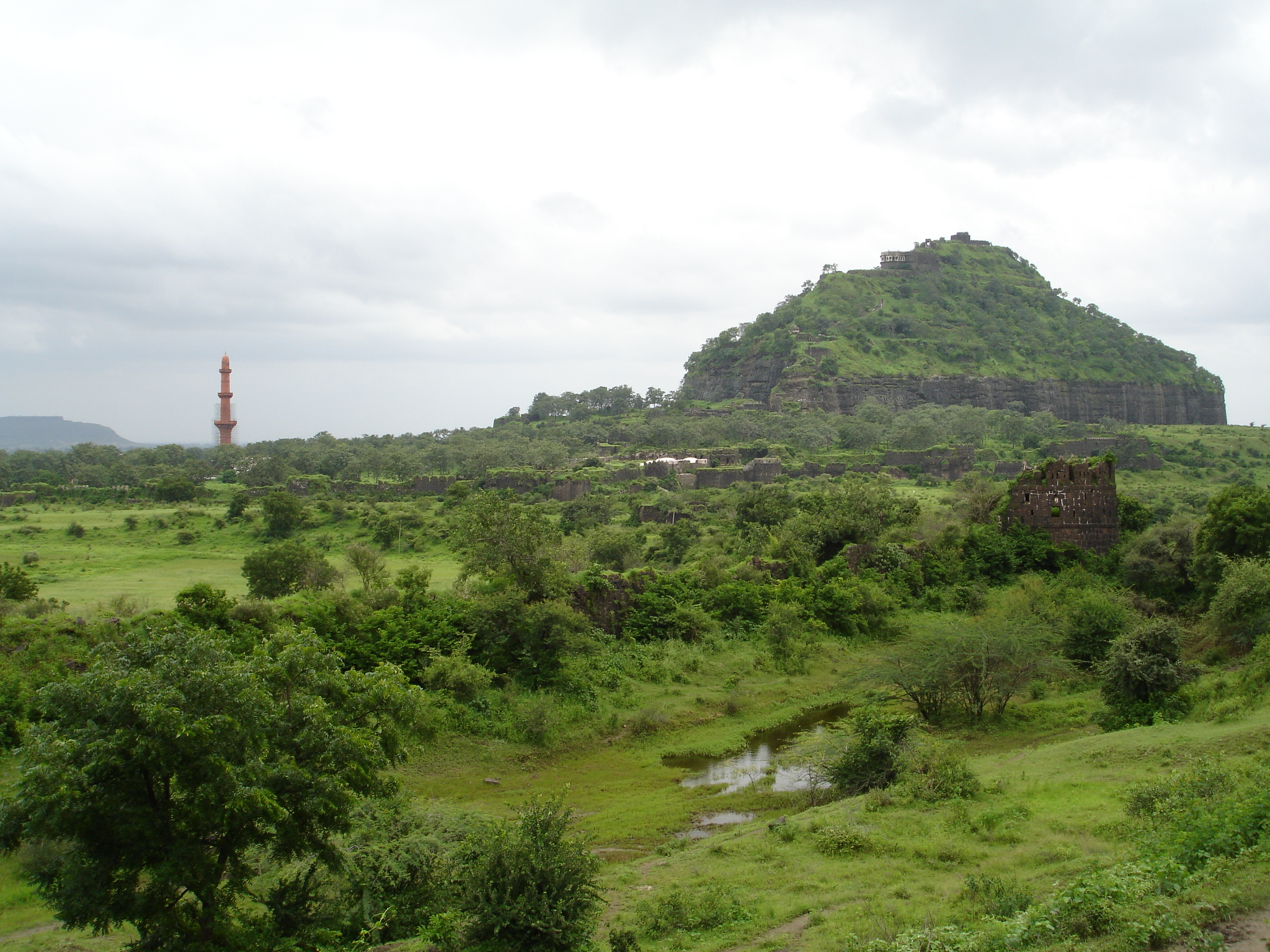
Kulle vid Deogiri, med fortet.

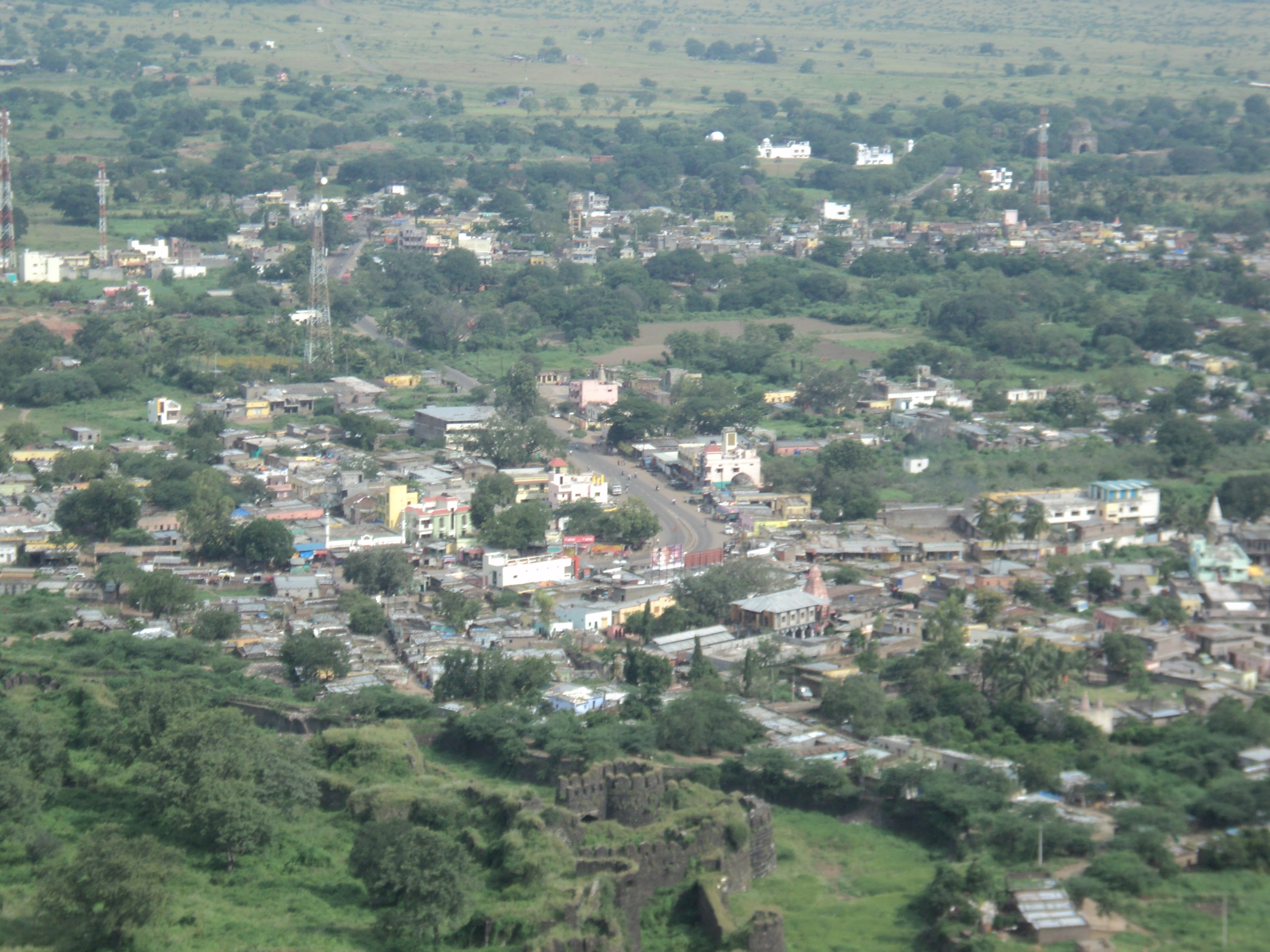
Vy över Deogiri från fortet.

Deogiri, eller Daulatabad, är en ort i den indiska delstaten Maharashtra som är berömd för sitt märkliga fort. Folkmängden uppgick till 8 303 invånare vid folkräkningen 2011. Staden blomstrade som huvudstad i ett mäktigt hinduiskt rike, men föll senare i muslimska händer. Sultan Muhammed Tuqlak gjorde år 1325 Deogiri till sin huvudstad.